# 今井信良
今井 信良（いまい のぶよし）は、戦国時代の武将。甲斐武田氏家臣。

## 経歴・人物
武田信虎に仕えた府中今井氏当主・今井信甫の子。武田信玄に仕え、同心・被官280騎を率いていたという。
天文19年（1550年）9月9日、武田信玄の村上義清の守る戸石城攻めが始まる。23日には村上氏方が逆に武田氏方の寺尾城（長野県長野市松代町東寺尾）を攻めるが、この時に真田幸隆と共に勝沼衆が寺尾城の援軍として駆けつけたが、これ以降今井信甫・信良親子の消息は一時史上から消える。
永禄3年（1560年）11月には「かつぬま五郎殿」が越後国の上杉謙信の調略に応じて謀反を起こし成敗された事件が記されているが、この「かつぬま五郎殿」は今井信甫の子・今井信良（安芸守）を指しているとされる。その後信良の被官・同心は、跡部勝資と武田信廉が継承したという。